# Колловати, Фульвио
Фу́львио Коллова́ти (итал. Fulvio Collovati; 9 мая 1957, Теор, Удине) — итальянский футболист, выступал на позиции центрального защитника.

## Клубная карьера
Фульвио Колловати начал футбольную карьеру в «Милане». Сначала выступал в Примавере, а затем и в основном составе. В 1980 году «Милан» вылетел из Серии A и вынужден был отыграть сезон в Серии B, но Колловати не ушёл из клуба, как некоторые другие игроки и сыграл в сезоне 1980/81 36 матчей, забив два гола. Вернувшись в Серию A, на следующий сезон «Милан» снова вылетел, но теперь после победного Чемпионата мира Фульвио перешёл в «Интернационале», выступая там до 1986 года. Всего за «россонери» он провёл 158 матчей и забил 4 гола. Все свои титулы он выиграл в «Милане»: Серию A, Кубок Италии и Кубок Митропы. В 1986 году Колловати захотел играть поближе к родному городу и перешёл в «Удинезе». Отыграв один сезон в составе «зебр», он перешёл сначала в «Рому», а затем и в «Дженоа», сыграв в двух клубах в Серии A 117 матчей. Фульвио Колловати завершил карьеру в 1993 году, в 36 лет.

## Международная карьера
Дебютировал за сборную 24 февраля 1979 года в товарищеском матче против сборной Нидерландов. Всего за «скуадру адзурру» он провёл 50 матчей и забил 3 мяча. Последний матч за национальную команду он сыграл 10 июня на ЧМ 1986 против сборной Южной Кореи.

## Достижения
- Чемпион Италии: 1978/79
- Обладатель Кубка Италии: 1976/77
- Обладатель Кубка Митропы: 1982
- Чемпион мира: 1982